# Chetwynd
Chetwynd es un municipio distrital canadiense situado en la provincia de Columbia Británica.

## Superficie
Chetwynd tiene una superficie de 63,55 km².

## Demografía
En 2021, tenía 2302 habitantes, una densidad poblacional de 36,2 hab./km², y 1271 viviendas.